# Triftgletscher (Zermatt)
Der Triftgletscher ist ein Gletscher auf der Südseite des Zinalrothorns, nordwestlich von Zermatt, in den Walliser Alpen, im Kanton Wallis der Schweiz. Er hat eine Länge von 3 km und bedeckt eine Fläche von 2,4 km².
Seinen Ausgangspunkt nimmt der Triftgletscher an der Südflanke des Zinalrothorns auf ungefähr 3800 m Höhe. Zunächst fließt er mit einem Gefälle von bis zu 60 % nach Süden den Hang hinunter. Auf einer Höhe von etwa 3200 m durchquert der Gletscher eine Karmulde und weist dabei auf einer Länge von 1 km nur eine minimale Neigung auf. Die Mulde wird im Westen vom Trifthorn (3728 m) und der Wellenkuppe (3903 m) überragt. Der Gletscher entwässer über den Triftbach, der bei Zermatt in die Matter Vispa mündet.
In seinem Hochstadium während der Kleinen Eiszeit reichte der Triftgletscher über den steilen Hang in seinem heutigen Zungenbereich noch rund 1 km weiter talabwärts. Er bildete zusammen mit dem südlich gelegenen Gabelhorngletschers, der seinen  Ursprung an der Ostflanke des Ober Gabelhorns hat, einen breiten Zungenlappen auf ungefähr 2550 m oberhalb der Triftalp. Nach dem Gletscherrückzug haben sich im Bereich der ehemaligen Grundmoränen zwei kleine Seen gebildet.
Östlich des Triftgletschers steht auf einer Höhe von 3196 m die Rothornhütte des Schweizer Alpen-Clubs SAC. Sie dient als Ausgangspunkt für die Besteigung des Zinalrothorns.